# Блага дума (вестник)
„Блага дума“ е български седмичен окръжен „независим“ вестник, издаван в Кюстендил и Радомир.
Вестникът излиза от 18 ноември 1925 г. до 16 март 1943 г. октомври 1909 до 4 август 1911 г. До 1938 г. се издава в Кюстендил. Редактира се от редакционен комитет. Публикува хроники и съдебни обяви. Печата се от печатниците „Слави Дюлгеров“, „Изгрев“ и „Труд“ в Кюстендил. Тираж: 500 броя.